# 2-乙酰基噻吩
2-乙酰基噻吩是一种有机硫化合物，化学式为CH3C(O)C4H3S，它是乙酰基噻吩两种同分异构体中更常用的一种，可用于制备噻吩-2-甲酸和噻吩-2-乙酸。它可由噻吩和乙酰氯在四氯化锡存在下反应制得。